# 竹中嘉久
竹中 嘉久 （たけなか よしひさ、1955年7月2日 - ）は日本の実践型スポーツ経営学研究者。千葉県出身。川崎フロンターレでは、地元との強い協力関係を築き上げた他、「川崎フロンターレ麻生アシストクラブ」の設立に尽力した。愛知工業大学では、Ｊリーグのそれまでの発展の経緯や今後の発展の可能性について研究した。ベガルタ仙台では、地元の起業家を支援する「SENDAI for Startups! ビジネスグランプリ2017」に審査員として参加するなど積極的な地元との協力体制を築き上げた。株式会社カマタマーレ讃岐事業部 業務統括担当に就任し平均入場者数の増加促進のための集客やホームタウン活動を担当している。

## 経歴
1955年7月2日生
2000年5月 株式会社川崎スポーツマネジメント（川崎フロンターレ）入社
2001年4月 株式会社川崎スポーツマネジメント 広報課長
2002年2月 株式会社川崎スポーツマネジメント 販売＆サービス部長
2004年2月 株式会社川崎スポーツマネジメント 事業本部サッカー事業部長
2007年2月 株式会社川崎スポーツマネジメント 事業本部担当部長
ホームグラウンドのある川崎市麻生区において、地元の「川崎新都心まちづくり財団」、「しんゆり芸術のまちづくりフォーラム」、及び地元企業を中心に、「川崎フロンターレ麻生アシストクラブ」の設立に多大なる貢献をした。
2010年4月 愛知工業大学 経営学部経営学科 スポーツマネジメント専攻准教授
2016年4月 株式会社ベガルタ仙台 取締役事業部長
2018年2月 株式会社カマタマーレ讃岐 事業部 業務統括担当 平均入場者数の増加促進のための集客やホームタウン活動を担当する

## 研究論文
- 竹中嘉久「Jリーグ発展への道程」『愛知工業大学研究報告』第49号、愛知工業大学、2014年3月、143-148頁、CRID 1520853833004087936、ISSN 18833217。
- 竹中嘉久「Jリーグ発展への道程 : ソーシャルキャピタルの可能性の探求」『教育医学』第59巻第4号、日本教育医学会、2014年6月、252-258頁、CRID 1520853834218427264、ISSN 02850990。
- 竹中嘉久, 藤井勝紀, 老平崇了「06経-25-口-06 J2降格時の経営的なダメージについての考察(06 体育経営管理,一般研究発表,2020東京オリンピック・パラリンピックと体育・スポーツ科学研究)」『日本体育学会大会予稿集』第66巻、日本体育学会、2015年、224頁、CRID 1390282680790119808、doi:10.20693/jspehss.66.224_1、ISSN 2424-1946。
- 竹中嘉久「Ｊリーグ22年の変革と最高経営責任者の戦略」『愛知工業大学研究報告』第50巻、愛知工業大学、2015年3月、192-197頁、CRID 1050564287499288960、hdl:11133/2866、ISSN 1883-3217。
- 竹中嘉久「Jリーグ加盟クラブの経営システムに関する考察」『日本経営システム学会全国大会講演論文集』第55巻、日本経営システム学会、2015年9月、126-129頁、CRID 1520572358341181952。